# Жозе (архиепископ Браги)
Дон Жозе Карлуш Браганса (порт. D. José Carlos de Bragança; 6 мая 1703, Лиссабон — 3 июня 1756, Понти-ди-Лима) — португальский религиозный деятель, побочный сын короля Педру II, 56-й архиепископ Браги и примас Испании (1741—1756).

## Биография

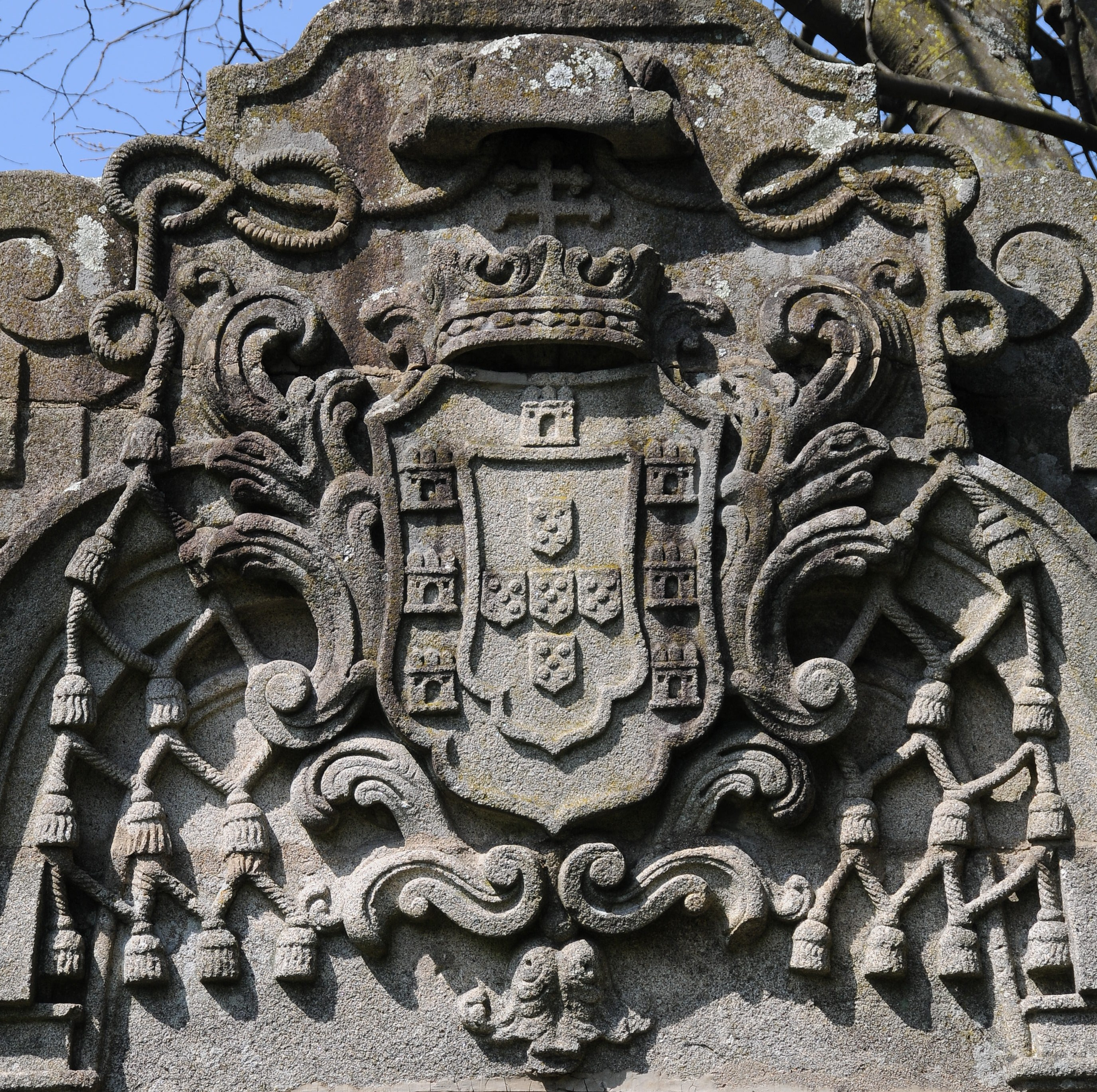
Герб Жозе де Браганса

### Происхождение и юность
Жозе Браганса был бастардом (порт. bastardo, внебрачным сыном) Педру II короля Португалии, младшим из известных его детей, матерью принца была Франсишка Клара да Силва (род. 1650), прекрасная дочь лиссабонского тануэйру — бондаря. К моменту рождения принца король был дважды вдовцом, его первая супруга — Мария-Франциска Савойская скончалась в 1683 году, вторая — Мария София Нойбургская в 1699 году. Отсутствие королевы дало возможность Франсишке утверждать, что король обещал вступить с ней в законный брак и требовать исполнения обещания, которое, однако, так и не было выполнено. Родился Жозе 6 мая 1703 года в монастыре Святой Клары в Лиссабоне. Вместе с другим внебрачным сыном короля — доном Мигелем (1699—1724), он инкогнито воспитывался в доме королевского секретаря Бартоломеу ди Соуза Мезия. Дон Мигел, мать которого была аристократкой, был официально признан королём уже в 1704 году, получив титул «его высочества», а, сменивший Педру II Жуан V, устроил в 1715 году брак Мигела с Аной Марией-Луизой, маркизой Ароншиш, наследницей богатого и титулованного рода. Из-за «низкого» происхождения матери Жозе, никаких титулов он не получил, но его титулованный брат, ставший после свадьбы герцогом Лафойнш, продолжал питать к Жозе дружеские чувства и проводить много времени в его обществе. 13 января 1724 года во время прогулки по реке Тежу, баркас, на котором братья направлялись в сторону Лиссабона, перевернулся, Жозе сумел спастись, а Мигель утонул, его тело обнаружили только 5 февраля. Смерть брата стала большим ударом для Жозе, избравшего под влиянием этого события церковную карьеру. В 1725 году дон Жозе поступил в иезуитский Университет Святого Духа (порт. Universidade do Espírito Santo) в Эворе, где изучает философию и теологию и 26 июля 1733 года заканчивает его со степенью доктора богословия.

### Архиепископ Браги
В 1739 году он занял кафедру архиепископа Браги (избрание одобрено Святым Престолом 19 декабря 1740 года, посвящён в сан 5 февраля 1741 года), пустующую с 1732 года. Жуан V, единокровный брат Жозе, уже пытался взять под свой контроль эту, весьма значимую для населения страны, архиепископию, организовав в 1732 году избрание своего друга — кардинала Жуана да Мота-и-Силва, бывшего впоследствии в 1736-1747 годах первым министром королевства, но папа римский так и не одобрил избрания. Кафедра Браги одна из наиболее влиятельных на Пиренейском полуострове, ей подчинялось восемь епископий в Португалии, кроме того архиепископ Браги имел право примата над всей Испанией. Принц Жозе занимал кафедру до самой своей кончины в 1756 году, он похоронен в соборе Браги, а преемником его на должности архиепископа стал другой бастард — Гаспар Браганса, побочный сын Жуана V. В период между 1744 — 1752 годами под патронажем Жозе Браганса построены знаменитые «Семь родников Святого Вито» (порт. Sete Fontes de S. Victor), системы водоснабжения города Брага, снабжавшей город питьевой водой несколько столетий, вплоть до 1914 года и признанные в 2003 году национальным памятником архитектуры.